# 大江橋
大江橋（おおえばし）は、大阪市北区の堂島川に架かる橋である。国の重要文化財に指定されており、浪速の名橋50選にも選定されている。

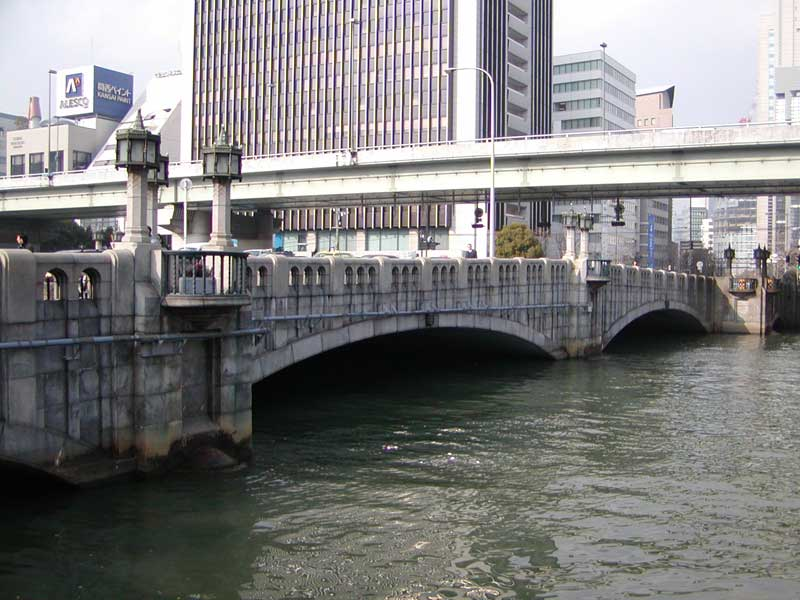
大江橋

## 概要
大阪市北区西天満2丁目および堂島浜2丁目と同区中之島を結ぶ、御堂筋（国道25号）の橋である。鉄骨鉄筋コンクリート造りの4径間のアーチ橋で、橋長81.5メートル、幅員36.5メートル（20間）。なお、Osaka Metro御堂筋線が大江橋の地下を通過している。

## 沿革
歴史的には江戸時代の元禄年間、堂島の開発に伴って架けられた5つの橋（大江橋、渡辺橋、田蓑橋、堀江橋、船津橋）のうちの一つである。
1885年（明治18年）、淀川大洪水の際に流失。1909年に大阪市北区の一帯を襲った北の大火で焼失。1910年に幅員12間の鋼鈑桁橋に架け替えられ、大阪市電南北線支線が開通した。
現在の橋は、第一次大阪都市計画事業の一環としての御堂筋の拡幅工事に伴い、1930年に着工し1935年に完成した。架け替えに先立ち、中之島を挟んで土佐堀川に架かる淀屋橋とともに、1924年にデザインコンペが行われた。鉄筋コンクリート造りのアーチ橋ながら、パリのセーヌ川を参考に景観に配慮したデザインは、一部補修された以外は懸架された当時のままで、第一次大阪都市計画事業の目指す所を現代に伝えている。このことが特に評価され、2000年に「大川・中之島の橋梁群」の1つとして土木学会選奨土木遺産に、2008年には「大江橋及び淀屋橋」として、コンクリートの橋としては珍しく重要文化財に指定された。

## 周辺
- 御堂筋

南詰
- 中之島
- 大阪市役所
- 日本銀行大阪支店
- 中之島公園
- 京阪中之島線 大江橋駅

北詰
- 堂島
- 大阪シティバス 大江橋バス停
- 大阪ビジネスカレッジ専門学校
- 堂島ビルヂング
- 大阪堂島浜タワー - 大阪三菱ビルディングを建て替え